# SK Telecom
SK Telecom Co., Ltd. (Хангул: SK텔레콤 or 에스케이텔레콤) је јужнокорејски оператер бежичних телекомуникација; део је SK Group, једног од највећих chaebols у земљи.
SK Telecom је највећи бежични оператер у Јужној Кореји: водећи је на домаћем тржишту са уделом од 50,5% од 2008. године. Од свог оснивања 1984. године, компанија је еволуирала из analog cellular система прве генерације, у другу генерацију CDMA, затим до првог светског синхронизованог  IMT-2000 ћелијског система треће генерације. SK Telecom је такође постао први светски превозник у комерцијализацији HSPA у мају 2006. SK је проширио на тржиште фиксне телефоније куповином другог рејтинга фиксног оператера Hanaro Telecom у фебруару 2008. године.
Онлајн брендови компаније укључују "Nate," веб портал; "June," мобилна мултимедијална услуга; "Moneta," мобилна апликација за електронско банкарство; "Nate Drive," telematics служба и "Digital Home," интернетски интерфејс за даљинско управљање кућним апаратима.
SK Telecom је 2004. године лансирао "Hanbyul," први светски DMB сателит. TU Media, дигитални медији SK Telecom, управља DMB TV емисијама.
У новембру 2015. године, SK Telecom је најавио потписивање уговора о куповини CJ HelloVision, највећег кабловског и интернетског оператера у земљи, са циљем да га споји са сопственом кабловском јединицом, SK. Аквизицији, која ће учинити SK Broadband број 2 плаћеном кабловском телевизијом након KT-а, супротстављају се конкуренти, који тврде да ће спајање помоћи SK-у, које ће доминирати тржиштем.

## Историја
SK Telecom је основан у марту 1984. године под именом Korea Mobile Telecommunications Services Corp. (KMTSC; Хангул: 한국 이동 통신 서비스), али је преименован у Korea Mobile Telecommunications Corp. (KMTC; Хангул: 한국 이동 통신) у мају 1988. године. подружница државне телефонске компаније за монопол, Korea Telecom (сада познат као KT Corp.) док га KT није продао 1993. У јуну 1994. SK Group (бивша Sunkyong Group) постала је највећи акционар корпорације Korea Mobile Telecommunications Corporation. KMTC се званчно придружио SK Group у јануару 1997. и променио је име у SK Telecom у марту те године. У октобру 2000. године, SK Telecom је постао други оператер у свету после NTT DoCoMo који је покренуо комерцијални 3G сервис користећи UMTS технологију. У јануару 2002. године, ово је праћено покретањем прве CDMA2000 1xEV-DO мреже на свету, која је увелико повећала брзине преноса података до већ постојећих 2G мрежа.
У мају 2005. године, SK Telecom је продао 60% деоница компаније SK Teletech произвођачу мобилних телефона Pantech. SK остаје други највећи акционар држећи се остатка деоница Teletech-a. У 2006. години, добро познати "SKY" бренд telefona уређаја постао је у потпуности у власништву Pantech-а што је резултирало претеком SK Teletech-а.

## Услуге
Од септембра 2012, SK Telecom управља 2G IS-95/CDMA 2000, 3G UMTS/HSPA+, 4Г Mobile WiMAX, и LTE мрежама.
| Фреквенција                                | Фреквенцијски опсег | Ширина фреквенције (MHz) | Генерација | Радио интерфејс | Белешке              |
| ------------------------------------------ | ------------------- | ------------------------ | ---------- | --------------- | -------------------- |
| 800 MHz (824-829, 869-874)                 |                     | 2x5                      | 2G         | CDMA            |                      |
| 850 MHz (829-839, 874-884)                 | 5                   | 2x10                     | 3.9G       | LTE             | (главна фреквенција) |
| 1800 MHz (1715-1725, 1730-1735, 1810-1830) | 3                   | 35                       | 3.9G       | LTE             |                      |
| 2100 MHz (1930-1940, 2120-2130)            | 1                   | 2x10                     | 3.9G       | LTE             |                      |
| 2100 MHz (1940-1960, 2130-2150)            | 1                   | 2x20                     | 3.5G       | UMTS/HSPA       |                      |
| 2300 MHz (2300-2327)                       |                     | 27                       | 3.9G       | Mobile WiMAX    |                      |
| 3500 MHz (??)                              |                     | 100                      | 5G         | NR              |                      |
| 28 GHz (??)                                |                     | 800                      | 5G         | NR              |                      |

2G мрежа подржава CDMA (IS-95A/B), CDMA2000 и EV-DO. EV-DO телефони су означени са именом сервиса "June." 3G мрежа подржава UMTS, HSPA и HSPA+. SK Telecom има најбољу покривеност HSPA+ у Јужној Кореји. HSPA+  је доступан у више од 50 градова и градова, док је KT HSPA+ доступан у одабраним градским подручјима. 3.9G LTE, који користи оба опсега 5 и опсег 3, подржава технологију за више оператера, за коју SK Telecom тврди да је први оператор који нуди.
Од маја 2005 до септембра 2012, SK Telecom је обезбедио S-DMB преко своје подружнице TU Media (касније SK Telink). S-DMB услуга је прекинута у септембру 2012. након значајних губитака у посљедњим годинама.
SK Telecom такође пружа онлајн мултиплатформне забавне, пословне и финансијске услуге:
- MelOn: Представљен у новембру 2004. године, MelOn је музичка е продавница SK Telecom-а, која корисницима омогућава преузимање или стримовање музике преко интернета. Музика се може репродуковати на мобилним телефонима, дигиталним аудио плејерима, преносивим медиа плејерима и дигиталним фотоапаратима. Корисници могу креирати сопствене мелодије звона. 2009. године, LOEN Entertainment, дискографска кућа SK Group, постала је задужена за управљање MelOn. Индонезијска верзија MelOn је креирана у сарадњи са PT Telkom Indonesia.
- m-Finance: онлајн банкарски систем уведен 2001. године, омогућава корисницима да преузму одговорност за све своје финансијске трансакције. Правилно опремљени мобилни телефони могу обављати основне послове као што су wire transfers и провере стања, као и трговање деоницама и услуге кредитних картица. Корисници такође могу подизати готовину на банкоматима користећи своје телефоне.
- Digital Home: Digital Home омогућава корисницима да контролишу и надгледају кућне апарате, расвету, безбедносне системе и противпожарне аларме на даљину. Услуга користи брзи интернет, телефонске и кабловске мреже за постизање функционалности.
- Mobile RFID (m-RFID): Телефони са уграђеним RF читачима могу корисницима пружити кључне информације о производу пре куповине. SK Telecom је тестирао ову технологију за шест апликација, укључујући безбедност, аутентификацију, праћење пакета, коришћење дигиталног садржаја и location-based services.

## Међународна тржишта
SK Telecom тренутно улаже своје напоре у ширење на глобална тржишта, као што су Вијетнам, САД и Кина. Компанија такође ствара стратешке савезе са другим глобалним превозницима и IT бизнисима.

### Кина
У 2000, SK Telecom је први пут ушао у Кину, касније формирајући заједничко улагање са China Unicom за бежични Интернет сервис у фебруару 2004. Ово заједничко улагање између стране и домаће компаније, UNISK, је прво такве врсте у Кини.
SK Telecom је 2006. купио конвертибилне обвезнице у вредности од 1 милијарду долара за China Unicom Хонг Конг, подружницу China Unicom и договорио се да ће сарађивати у заједничком преузимању уређаја, развоју додатних услуга, развоју платформи, маркетингу и дистрибуцији, управљању односима с клијентима и развој мреже. Један од резултата овог партнерства је заједнички развој мобилних телефона које ће производити Samsung, LG и Моторола.
У августу 2006. SK Telecom је потписао меморандум (MoU) о разумевању, чиме је постао прва не-кинеска компанија која учествује у пројекту TD-SCDMA. Према споразуму, SK Telecom ће радити са Кинеском комисијом за национални развој и реформу (NDRC) на развоју UMTS, стандардизованог кинеског стандарда 3G интернета.

### Сједињене Америчке Државе

#### Helio
26. јануара 2005, SK Telecom је објавио да је основао заједничко улагање у износу од 440 милиона долара са Earthlink, како би формирао новог мобилног оператера САД-а под именом SK-Earthlink, касније те године, име је промењено у Helio. У комбинацији са Earthlink, oд Helio се очекује да нуди разне напредне мобилне уређаје, од којих су многи већ доступни у Кореји. Ови модели би били прерађени и ажурирани за употребу од стране америчких потрошача који су технички паметни, што је први пут омогућило слушалицама са функционалностима које раније нису биле доступне на америчком тржишту.
Сада већ пропали подухват је радио на претпоставци да буде оператер мобилне виртуелне мреже (MVNO), користећи CDMA 1xEVDO мрежни капацитет изнајмљен од Sprint Nextel. 2007. године, SK Telecom је почео разговоре о куповини удела у Sprint Nextel, али до 2008. године је одустао од договора.
27. јуна 2008. године објављено је да је Helio купљен у акцији Virgin Mobile; за нето набавну цену од 39 милиона долара - далеко од 500 милиона долара првобитно уложених у овај подухват. Сви запослени су елиминисани и посао је престао као неограничено.

#### Улагања у мобилни новац
6. марта 2008, SK Telecom је покренуо Улагања у мобилни новац, заједничко улагање са Citibank. MMV дизајнира, развија, имплементира и подржава решења за мобилне финансијске услуге на глобалном нивоу. Платформа за мобилне телефоне може подржати постојеће услуге мобилног банкарства, као и услуге следеће генерације као што су P2P плаћања и NFC плаћања.
SK Telecom је 28. марта 2011. године изненадио понуду да купи компанију за изнајмљивање филмова / игара Blockbuster Inc. SK нуди $284,5 милиона за Blockbuster, али је на крају изгубио од Dish Network.

#### SK Telecom Americas недужни партнери
4 . марта, 2014, СК Телеком је саопштио да је њена америчка рука, SK Telecom Americas, Inc. завршила оснивање акцелератора за покретање SK Telecom Americas у недужним партнерима. Акцелератор улаже у почетне технолошке стартупе у раној фази. Постављен је да инкубира 11 стартупова у исто време, тренутно је у питању три од њих (Etopus, N43, Pavilion Data).

### Вијетнам
У септембру 2001. године, SK Telecom је успоставио S-Telecom, путем Business Cooperation Contract (BCC) са SPT (Saigon Postel), вијетнамском телефонском компанијом са CDMA лиценцом.
S-Telecom, први CDMA wireless carrier у Вијетнаму, покренуо је комерцијалне услуге у јулу 2003. и од тада је надоградио своју мрежу на CDMA2000 1xEV-DO да би задовољио растућу потражњу. Тренутно је 64 града, укључујући Chi Minh City н и Hanoi, под S-Fone брендом.
Од октобра 2006. године, компанија је пружала EV-DO бежичне интернет услуге у пет великих градова, укључујући Hanoi и Ho Chi Minh City. S-Fone претплатници су достигли два милиона у априлу 2007, нешто више од три године након његовог почетка.

## Подружница
SK Telecom има више подружница које подржавају њен раст. У 2006. години,  SK Communications се проширио на нова тржишта са побољшаном верзијом водеће корејске друштвене мреже Cyworld. Код куће, NateOn је водећа курирска служба са више од 13 милиона корисника од 2006. SK Telink, међународна телефонска служба, покренула је међународне корејске SMS поруке у САД-у, данас послује у више од 170 земаља. TU Media, услуга сателитског дигиталног мултимедијалног емитовања (DMB) на националном нивоу, такође убрзано расте, привлачећи преко милион претплатника у 2006. години.

### NetsGo
Са Thrunet и Hanaro који контролишу скоро половину растућег тржишта брзог интернета, SK Telecom је ушао на тржиште крајем 1999. године са Dream NetsGo, провајдером кабловског интернета који је своје услуге пружао у партнерству са локалним кабловским оператором Dreamcity Media. Омогућио је приступ Интернету брзином до 10Mbit/s користећи мрежу кабловске телевизије, која је у то вријеме имала 120.000 претплатника. Године 2002. NetsGo се спојио са Lycos Korea како би формирао SK Communications.

### SK Broadband
Основана као Hanaro Telecom, Inc. 1997. године и била је једини фиксни и кабловски оператер поред државног KT-а. Пружа локалне, домаће и међуградске фиксне телефонске услуге на даљину домаћим и комерцијалним претплатницима. Након што је 2005. године купила Thrunet, другу корејску компанију за широкопојасну везу, Hanaro је постао пружалац услуга широкопојасног приступа интернету и других услуга везаних за Интернет, укључујући видео-он- услуге потражње и IPTV.
Друге компаније повезане са Интернетом укључују интелигентну мрежу, изнајмљене линије на Интернету, домаћу изнајмљену линију, VPN, Интернет дата центар и CDN услуге. Њени нови бизниси укључују пословање са платформама, business-to-business (B2B) пословање, пословање у здравству.
Систем централне централе заснован на интернет протоколу (IP) компаније нуди функције Centrex-а (интерни позиви, бројеви услуга за кориснике, итд.) и нуди додатне могућности, као што су вишеструки тонови звона, деск за просљеђивање (функција рецепционара), конференцијски позив, позивни центар и функције гласовне поруке. Она такође пружа услуге управљања и информационе и комуникационе технологије (ICT) консултантске услуге. Hanaro Telecom је купљен од стране SK Telecom 2008. године и постао је подружница у потпуном власништву средином 2015. године.

### SK Communications
Основана 1999. као Lycos Кореа, SK Communications је технолошка компанија одговорна за неке од најуспјешнијих интернет алата и производа на корејском тржишту. Након преузимања компаније SK Telecom из 2002. године, покренут је онлајн портал Nate, који је од тада постао један од најпопуларнијих портала у Кореји. Највећи сајт друштвених медија у Кореји, Cyworld је доживио нагли пораст чланства, са члановима који су достигли 20 милиона од 16 милиона у 2005. SK Communications такође пружа врхунску услугу за инстант поруке NateOn. Од децембра 2006. године, NateOn је имао 13 милиона корисника и водио локално тржиште. У 2006. години, Nate.com портал је преуређен као Веб 2.0 кориснички оријентисан сајт са нагласком на персонализован садржај и друштвено умрежавање. Cyworld II је такође поново покренут са Веб 2.0 понудом, укључујући персонализовану мини-почетну страницу, personalized search, UCC видео и друге веб-базиране апликације прилагођене кориснику.
SK Communications тренутно проширује своје онлајн пословање на глобално тржиште. Године 2006, локализоване верзије Cyworld-а су лансиране у Кини, Немачкој, Јапану, Тајвану, САД-у и Вијетнаму. Да би у потпуности искористила своју базу премија, технолошка фирма гради портфолио провајдера садржаја, укључујући образовну компанију Etoos; услуге куповине потрошача под брендом Cymarket, који користе мрежу и саобраћај Cyworld-а; подружница игара SK и-медиа; и Egloos, водећи независни блогинг сервис у Кореји. Поред тога, компанија је стекла значајан удио (24,4%) у снажном онлајн претраживачу, Empas, за 37,2 милијарде KRW.

### SK Planet
SK Planet је одељење за електронску трговину SK са седиштем у Pangyo. Пословна подручја укључују дигиталне садржаје, интегрисану трговину и marketing communication.
Њено покретање у октобру 2011. означило је реорганизацију T Store-а. SK Planet је лансирао qiip, продавницу апликација у Јапану. 11. је један од највећих комплекса онлајн продавница у Јужној Кореји под управљањем SK Planet. Остали производи укључују Smart Wallet, услугу мобилног новчаника, OK Cashbag, интегрисану услугу пређених километара и Gifticon, услугу мобилног ваучера. Као део интегрисане трговинске стратегије, ове услуге се комбинују под брендом Syrup.
14. новембра 2014. SK Planet је основао заједничко предузеће са компанијом Celcom Axiata Berhad из Малезије. Нова компанија за електронску трговину је позната као Celcom Planet Sdn. Bhd., Његов онлајн излаз се зове 11стрет Малезија.

### SK Telink
Основана у априлу 1998. године као међународни пружалац телефонских услуга, SK Telink је израстао у значајног играча на међународном тржишту позива. Услуге међународних позива нуде се под брендом "00700". Ослањајући се на комерцијалне телефоније на даљину и услуге са додатном вредношћу које су покренуте 2005. године, превозник је почео да нуди корејске текстуалне поруке у јуну 2006. у САД-у. Услуга омогућава претплатницима слање и примање корејских текстуалних порука у САД-у, као иу Кореју и из Кореје.

### TU Media
Основана у децембру 2003. године, TU Media Corp. увела је нову услугу дигиталних медија - сателитско дигитално емитовање мултимедије (DMB). Претплатници сада могу да гледају сателитске TV емисије на својим преносним телефонима или преко терминала постављених на возилу. У децембру 2006. године претплатници TU Media су премашили милион, у односу на 372.000 у 2005. години. DMB на националном нивоу доступан је на 37 канала, састоји се од 16 видео записа, 20 аудио и 1 податак, и нуди програме о образовању, играма, драмама, музици, новостима и култури. У 2006, TU Media је покренуо TUBOX, pay-per-view филмски канал који омогућава претплатницима да виде филмове пре DVD издања. Поред 84 градова Јужне Кореје, TU Media пружа услуге у експресним аутопутевима и метрополитанским подземним железницама у Сеул-у. DMB покривеност је касније проширена тако да укључује Корејски eXpress воз (KTX) Сеул до Бусан линије, Бусан подземне жељезнице и 10 градских локалних аутопута у Сеул-у. У 2010 TU Media је спојен са другом подружницом, SK Telink — Кореја је водећи међународни пружалац услуга позива. Емисије DMB-а завршиле су се две године касније јер су постале неконкурентне на тржишту мобилне телевизије.

### iriver
iriver Inc. (раније ReignCom) је јужнокорејска компанија за електронику и забаву коју је 1999. године основало седам бивших Samsung руководилаца. SK Telecom га је купио од Vogo Fund 2014. године.